# Abrothallales
Abrothallales Sergio Pérez-Ortega & Ave Suija – rząd workowców.

## Systematyka
Pozycja w klasyfikacji według Index Fungorum
Abrothallales, Incertae sedis, Dothideomycetes, Pezizomycotina, Ascomycota, Fungi.
Taksonomia
Według aktualizowanej klasyfikacji Index Fungorum bazującej na Dictionary of the Fungi jest to takson monotypowy. Należy do niego jedna tylko rodzina z jednym rodzajem:
- rodzina Abrothallaceae Sergio Pérez-Ortega & Ave Suija 2014
  - rodzaj Abrothallus De Not. 1845

Nazwy naukowe według Index Fungorum.